# ヒモワタカイガラムシ
ヒモワタカイガラムシ Takahasia japonica (Cockerell) は、カタカイガラムシ科ヒモワタカイガラムシ属の昆虫である。白いリボン状の部分が大きく伸びて、輪のようになって木の枝にぶら下がる。
多くの種の樹木に寄生し、それほど多いものではないが、時に大量に発生する。

## 特徴
雌成虫は前体部と後体部からなるが、前体部が虫の本体である。しっかりした触角と足はあるが、外からは全く見えないため、昆虫としての構造は感じられない。
前体部は長さ3-7mmの楕円形で、腹面は宿主樹木の枝に密着し、後体部が発達すると先端以外は離れる。背面はなだらかに盛り上がり、淡黄色で暗褐色の斑紋があり、中央には赤っぽい縦線があるが、産卵後は全体に褐色になる。
後体部は真っ白の円柱状で、これは蝋状の分泌物質が外側にあって、内部に大量の卵を包んだものである。雌成虫の成熟後、この部分はどんどん伸びるが、その先端は宿主の樹皮にくっついているので、前体部の先端と後体部の後端がごく近い位置で樹皮にくっついて、その間の部分は樹皮を離れて垂れ下がり、結果として全体で輪のような形となる。その形はミスタードーナッツのハニーチュロにも似ている。よく多数が集まって寄生するため、遠目にも多数の白いリボンがついているような奇観となる。中にある卵は黄色で、その数は一雌当たり3000個にも達する。
雄虫は体長約1.2mm、細長くて黄色、胸部はやや色濃く、立派な翅を持つ。腹部末端に肉質突起と長毛をそれぞれ一対有する。

## 生活史
宿主の範囲は非常に広く、ヤナギ類・ハンノキ・ケヤキ・エノキ・クワ・コブシ・ホオノキ・イスノキ・フウ・スモモ・マルメロ・タチバナモドキ・キハギ・ネムノキ・ミカン類・カエデ類・カキなどいくつもの科にまたがる。
年一化性で、成虫は五月中旬～下旬に成熟し、幼虫は六月ころから出てくる。幼虫は当初は葉の裏面に寄生し、そこで終齢幼虫（三齢）まで成長する。終齢幼虫は落葉の前、10-11月にそこから移動し、枝先に定着し、そこで越冬する。越冬した幼虫は四月ころ成虫となる。

## 分布
本州・四国・九州に分布し、国外では朝鮮、中国から知られる。

## 利害
宿主植物には栽培植物も多く含まれるので、農業害虫として扱われる。出現頻度は多くないものの、時に大発生をする。成虫には農薬はほとんど効果がなく、幼虫の出現時に薬をまくのが効果的とのこと。